# Rönnebergs kontrakt
Rönnebergs kontrakt var ett kontrakt i Lunds stift inom Svenska kyrkan. Kontraktets församlingar låg i Kävlinge kommun och Svalövs kommun samt delar av Landskrona kommun och Helsingborgs kommun. Kontraktet uppgick 2020 i Frosta-Rönnebergs kontrakt.
Kontraktskoden var 0709.

## Administrativ historik
Kontraktet omnämns på 1500-talet och omfattar från 1700-talet och före 1962:
- Landskrona församling
- Landskrona garnisonsförsamling mellan 1895 och 1907
- Sankt Ibbs församling som 2006 uppgick i Landskrona församling
- Asmundtorps församling som 2005 uppgick i Asmundtorp-Tofta församling som 2010 uppgick i Häljarps församling
- Tofta församling som 2005 uppgick i Asmundtorp-Tofta församling som 2010 uppgick i Häljarps församling
- Härslövs församling som 2006 uppgick i Landskrona församling
- Säby församling som 1995 uppgick i Härslövs församling
- Vadensjö församling som 1995 uppgick i Härslövs församling
- Örja församling som 1995 uppgick i Härslövs församling
- Billeberga församling som 2006 uppgick i Billeberga-Sireköpinge församling
- Tirups församling som 2002 uppgick i Svalövsbygdens församling som 2014 namnändrades till Svalövs församling
- Svalövs församling  som 2002 uppgick i Svalövsbygdens församling som 2014 namnändrades till Svalövs församling
- Källs-Nöbbelövs församling som 1962 överfördes till Onsjö och Harjagers kontrakt och 1995 återfördes därifrån och som 2006 uppgick i Teckomatorps församling
- Felestads församling som 2002 uppgick i Svalövsbygdens församling som 2014 namnändrades till Svalövs församling
- Glumslövs församling som 1962 överfördes till Helsingborgs kontrakt
- Kvistofta församling som 1962 överfördes till Helsingborgs kontrakt

1962 tillfördes från Luggude södra kontrakt: 
- Kågeröds församling som 2006 uppgick i Kågeröd-Röstånga församling
- Stenestads församling som 2006 uppgick i Kågeröd-Röstånga församling
- Halmstads församling som 2006 uppgick i Kågeröd-Röstånga församling
- Sireköpinge församling som 2006 uppgick i Billeberga-Sireköpinge församling
- Ottarps församling som 2006 uppgick i Landskrona församling

1962 tillfördes från Harjagers kontrakt: 
- Västra Karaby församling som 2016 uppgick i Västra Karaby och Dagstorps församling
- Saxtorps församling som 2006 uppgick i Saxtorp-Annelövs församling som 2010 uppgick i Häljarps församling
- Annelövs församling som 2006 uppgick i Saxtorp-Annelövs församling som 2010 uppgick i Häljarps församling
- Dagstorps församling som 2016 uppgick i Västra Karaby och Dagstorps församling
- Löddeköpinge församling som 2002 uppgick i Löddebygdens församling
- Borgeby församling som 1973(?ev 1974) överfördes till Bara kontrakt
- Barsebäcks församling som 2002 uppgick i Löddebygdens församling
- Kävlinge församling
- Hofterups församling
- Högs församling som 2002 uppgick i Löddebygdens församling

1974 tillfördes från Torna kontrakt:
- Stävie församling som 1998 uppgick i Lackalänga-Stävie församling
- Lackalänga församling som 1998 uppgick i Lackalänga-Stävie församling

1974 tillfördes från Onsjö och Harjagers kontrakt
- Torrlösa församling  som 2002 uppgick i Svalövsbygdens församling som 2014 namnändrades till Svalövs församling

1995 tillfördes från Onsjö och Harjagers kontrakt
- Norra Skrävlinge församling som 2006 uppgick i Teckomatorps församling
- Konga församling som 2006 uppgick i Kågeröd-Röstånga församling
- Asks församling som 2006 uppgick i Kågeröd-Röstånga församling
- Röstånga församling som 2006 uppgick i Kågeröd-Röstånga församling
- Norrvidinge församling som 2006 uppgick i Teckomatorps församling
- Södervidinge församling som 2006 uppgick i Kävlinge församling
- Stora Harrie församling som 2006 uppgick i Kävlinge församling
- Virke församling som 2006 uppgick i Kävlinge församling
- Lilla Harrie församling som 2006 uppgick i Kävlinge församling